# تفسیر ماجدی
تفسیر ماجدی یکی از تفاسیر قرآن سنی که عبدالماجد دریابادی آن را در قرن بیستم نوشته‌است. وی کار خود را در روز دوشنبه، ۱۸ ماه رجب ۱۳۶۳ ق، ۲۰ ژوئیه سال ۱۹۴۴ م. به فرجام رساند. آن زمان عمر ایشان ۵۱ سال بود. در ۱۰ جمادی الاولی ۱۳۶۷ ق. از بازنگری ثانی فراغت یافت. این تفسیر نخستین بار در اوت ۱۹۵۲ م. در ۱۲۱۶ صفحه توسط کمپانی تاج در کراچی به چاپ رسید. عبدالماجد دریابادی از مفسران سنی مذهب قرن چهاردهم و تفسیر او معروف به تفسیر ماجدی از تفاسیر مهم در شبه قاره هند است. دریابادی در قرن نوزدهم میلادی، زمانی که قرآن با شبهاتی جدید روبرو گردید به دفاع و شبهه زدایی از قرآن پرداخت. از این رو، تفسیری جدید مطابق با نیاز جامعه بشری در عصر خود به دو زبان اردو و انگلیسی، ارائه داد.
یکی از تفاسیر ویژه و متفاوت، تفسیر ماجدی است که به دست عبدالماجد دریابادی در قرن چهارده هجری قمری در شبه قاره هند به رشته تحریر درآمد. عصری که در آن پژوهش‌های تجربی تمام ابعاد زندگی فردی، اجتماعی و دینی را تحت تأثیر قرار داده بود. تکنولوژی نوین، ابزاری تازه برای تردید و انکار قرآن به دست می‌داد، به گونه ای که نه تنها غیر مسلمانان، بلکه بسیاری از اندیشمندان مسلمان نیز، باور به الهی بودن قرآن را از دست دادند. چنان‌که اندیشه‌های دریابادی نیز به گونه ای دستخوش تغییر قرار گرفت که از پذیرش بسیاری از حقایق دینی امتناع ورزید، به پیامبران الهی نسبت‌های ناروایی داد. ادیان را مجموعه ای از توهمات نامید که به علت سوء فهم بانیان آن (پیامبران) به وجود آمده‌است؛ اما در گذر از این مرحله، به این نتیجه رسید که حقایق دینی را نه تنها باید پذیرفت بلکه بالاتر از آن بایستی در درجه اول پذیرش نهاد. سپس در راستای دفاع و شبهه زدایی از حریم مقدس قرآن، احساس مسئولیت نمود و مطابق با نیاز جامعه در عصر خویش به دو زبان اردو و انگلیسی تفسیری جدید، ارایه داد ویژگی برجسته این تفسیر شبهه زدایی از آیاتی است که عده ای از شبهه افکنان غربی نسبت به آن اعتراض دارند و برخی روشنفکران مسلمان به نوعی دربارهٔ آن تردید دارند. از این رو نویسنده تلاش کرده‌است با استفاده از اسناد تاریخی، پژوهش‌های باستان شناختی و داده‌های آماری به شبهات و اعتراضات، پاسخ گوید. از ویژگی‌های نمایان تفسیر ماجدی آن است که نویسنده آن به بررسی تطبیقی میان قرآن و صحف سابقه مخصوصاً تورات و انجیل پرداخته‌است امر مهمی که تا زمان وی هیچ مفسری به آن نپرداخته‌است.

## شیوه عمومی
علت نام گذاری برخی از سوره‌ها را بیان می‌دارد. به عنوان نمونه دربارهٔ نام سوره فاتحه می‌نویسد: فاتحه یعنی سرآغاز، این سوره نیز چون در ابتدای کتاب الله آمده‌است و همچون دیباچه ای می‌ماند که در آغاز کتاب‌ها ذکر می‌شود، بدان فاتحه گفته‌اند. دربارهٔ سوره بقره نوشته‌است: این سوره چندین نام دارد. معروف‌ترین آن بقره، به معنای گاو است؛ و این اشاره به جریان معروفی است که در این سوره ذکر شده‌است. در میان بنی اسرائیل زمان حضرت موسی. قتلی رخ داد، جهت شناسایی قاتل، خداوند به آنان دستور داد گاوی ذبح کنند؛ اما به خاطر لجبازی‌هایشان شرایط را بر خود بسیار سخت کردند. این سوره نیز با نام بقره، به لجازیهای بنی اسرائیل اشاره دارد. به مکی یا مدنی بودن برخی سوره‌ها و آیات اشاره نموده‌است. چنانچه سوره بقره، آل عمران، نساء و… را مدنی شمرده‌است در برخی آیات به تعیین مصداق می‌پردازد. در آیه ۱۰۵ سوره بقره (أن ینزل علیکم من خیر من ربکم) مصداق (کم) را امت اسلامی دانسته، در توضیح آن می‌نویسد: غیر مسلمان از هر طبقه ای هم که باشد، نمی‌تواند هواخواهی راستین و وفادار، برای مسلمانان باشد. دشمنی با اهل اسلام ویژگی کفار است. (فسوف یأتیهم أنباء) مراد از انباء، خواری و شکست روز بدر است. تفاسیر صوفیانه را دنبال می‌کند (علی‌الخصوص نکته‌های تربیتی و سلوکی پیشوایش تهانوی را در بسیاری از آیات ذکر می‌کند) در تفسیر الرحمن الرحیم از روح المعانی نقل کرده‌است: در مذاق صوفیانه این گونه تفسیر شده‌است: رحمانیت آن تربیتی است که بالواسطه و با اسباب باشد؛ اما رحیمیت تربیت مستقیم و بلا واسطه است. در تفسیر به دو مسئله اهمیت خاص می‌داد ۱- آنچه را عموم مفسرین در تشریح الفاظ و معانی قرآن گفته‌اند از نظر دور نداشته باشد و بر خلاف آن چیزی ننویسد. ۲- آن بخش از موادی را که طی پژوهش‌های گسترده به زبانهای عربی، اردو و انگلیسی انجام شده بود و به تبیین گزاره‌های تاریخی و موقعیت‌های جغرافیایی قرآن می‌پرداخت، در تفسیر آیات مربوطه کاملاً مورد استفاده قرار دهد.

## ویژگی‌های
گرچه مفسران زیادی در گذشته و حال داریم، اما در میان آثار آنان، تفاسیر معدودی، درخور توجه هستند از آن جمله، «تفسیر ماجدی» نوشته دریابادی است. محمد تقی عثمانی اظهار می‌دارد: تفسیرهای بی شماری به زبانهای مختلف نگاشته شده‌است؛ اما تا حال، کسی این ادعا را نداشته و نمی‌تواند داشته باشد که توانسته‌است حق تفسیر قرآن را به جا آورد. البته هر تفسیر ویژگی‌هایی دارد که آن را از دیگر تفاسیر متمایز می‌گرداند.
ابوالحسن می‌نویسد: تفسیر ماجدی به دلیل وجود برخی خصوصیات و ویژگی‌ها در میان همه تفاسیر، منفرد و یگانه است. ایشان برای تألیف این تفسیر تلاش کردند پژوهش‌های جدید یا قدیمی که در شرق و غرب انجام گرفته و آیات قرآن را تأیید یا تصدیق می‌کند، مطالعه کرده از مطالب آن در این تفسیر استفاده کند. در مورد قصص قرآنی، امکنه جغرافیایی، اشخاص، اقوام، ادیان و… به اندازه ای مواد فراهم آورده‌است که در هیچ منبعی یک جا یافت نمی‌شود؛ بنابراین دریابادی با این خدمت عظیم بر کلیه قرآن پژوهانی که به زبانهای غربی آشنایی ندارند و نمی‌توانند مستقیماً از منابع آنها بهره ببرند یا منابع در دست رس آنها قرار ندارد یا وقتش را ندارند، منتی بزرگ نهاده‌است.
ندوی می‌افزاید: باری به هنگام تدریس سوره بقره در فهم و تفسیر آیه (وما کفر سلیمان ولکن الشیاطین کفروا) با مشکل مواجه شدم، بنابراین جهت استفاده از محضر دریابادی برای دریافت تفسیر صحیح آیه، به دریاباد سفر کردم.
عبدالله عباس ندوی می‌نویسد: مفسر دریابادی به مقایسه قرآن با تورات و انجیل پرداخته‌است. هر چند تلاش‌هایی پیش از وی نیز صورت پذیرفته بود اما تفاوت کارهای انجام شده با تفسیر ماجدی در آن است که کاوش‌های قبلی به صورت دفاع از قرآن بود و به مواردی منحصر می‌شد که از سوی عربیان پیرامون آن شیهانی مطرح گردیده بود؛ اما تفسیر ماجدی در طی این مقایسه جنبه تهاجمی دارد و از تحریفات و اضافات تورات و انجیل پرده برداشته است. دربارهٔ ذات و صفات الهی، بیانات خلاف واقعیت موجود در تورات و انجیل را رونما ساخته‌است. در ترجمه مطالب در کلام وی فصاحت، متانت، ادبیت و علمیت دیده می‌شود و نوشته‌های او در نهایت تناسب، نظم و ترتیب و سلیقه مرتب شده‌است به طوری که برای مشکل پسندترین ناقدان هم دشوار است که با تلاش، چیزی دال بر جهل و لغزش در آن پیدا کنند. او به نیکی توانسته برتری نظام اجتماعی اسلام را بر مبنای تجربه بشری و مطالعات انسان شناختی نشان دهد. پاره ای از ویژگی‌های این تفسیر، به شرح زیر است.

## پاسخ به شبهات
خصوصیت برجسته تفسیر ماجدی شبهه زدایی از آیاتی است که عده ای از شبهه افکنان غربی و برخی روشنفکران مسلمان به نوعی در مورد آن تردید دارند. برتری اش در آن است که خود نویسنده بر اثر شبهات، چندی گرفتار الحاد و بی‌دینی بوده‌است و پس از سفری دراز به دامن قرآن بازگشته است.

### شیوه عمومی پاسخ گویی به شبهات
عموماً نویسندگان برای دفع اعتراض دو شیوه دارند: یکی اینکه اعتراض یا شبهه تبیین گردد، سپس جواب آن داده شود. دیگری آن که سخن به گونه ای ایراد شود که جایی برای شبهه و اعتراض باقی نماند. دریابادی بیشتر شیوه دوم را برگزیده است؛ لذا آیات را بیشتر طوری تفسیر می‌کند که شبهه ای در ذهن پیدا نشود. به عنوان نمونه: در ذیل آیه (ختم الله علی قلوبهم) (بقره، ۷) این اشکال به ذهن خطور می‌کند که چون بر دلهای کفار مهر زده شده‌است نمی‌توانند ایمان بیاورند؛ لذا کفار در ایمان نیاوردن مقصر نیستند! دریابادی نوشته‌است: «مهری که از جانب الله بر قلب زده می‌شود، پس از آن است که فرد کفر را اختیار می‌کند، نه قبل از آن؛ یعنی نتیجه اختیار کفر، مهر خوردن است نه این که اختیار کفر، به سبب مهر است. در جایی دیگر قرآن واضح و روشن گفته‌است: (بل طبع الله علیها بکفرهم)».
در برخی از آیات شیوه اول را اختیار کرده‌است. اشاره ای به شبهه می‌کند و به دنبال آن جواب می‌دهد. چنان‌که در تفسیر آیه (وأنذر به الذین یخافون أن یحشروا إلی ربهم) می‌نویسد: این آیه موهم مکان مند بودن خدا است. گویی خداوند در جهتی قرار دارد که مردم را بدان سر می‌برند؛ اما هدف از (إلی ربهم) این نیست که خداوند در سمت و سویی قائم است و خلایق را بدان سو گرد می‌آورند بلکه هدف صرفاً جایی است که پروردگار عالم برای اجتماع و حل و فصل برنهاده است.

## عصری بودن
تفسیر عصری شیوهای تو در ارائه مباحث جهان بینی و اعتقادی است که مفسر با توجه به آگاهی‌هایی که کسب کرده و نیازهایی که در عصر خود درک می‌کند پیام قرآن را شرح می‌دهد. به تعبیر دیگر تفسیر عصری تجدید تراث است نه دگرگون کردن نص، دریابادی دانش روز و تحقیقات جدید را در خدمت قرآن درآورده است. او تحت تأثیر ادعاهای پوچ، شعارهای بی اساس و علمی نمای غربیان قرار نگرفت، بلکه بسیاری از جریانات تاریخی و حوادث جغرافیایی را به صورت علمی مورد بررسی قرار داده، بر دانش علمی و واقعی ما افزوده‌است.

## استخدام علوم در تفسیر قرآن
استخدام علوم در فهم بهتر آیات قرآن یعنی علوم تجربی قطعی، به عنوان ابزاری برای تفسیر و توضیح اشارات علمی آیات قرآن به کار گرفته شوند و در این راستا تمام معیارها و ضوابط تفسیر صحیح رعایت شود و هیچ تحمیل یا استخراجی صورت نپذیرد. در قرن نوزده علم تاریخ و جغرافیا به اوج رسید. تحقیقات باستان‌شناسی و حفاریها بر تارک تمام ر پژوهش‌ها قرار داشت. از این رو نویسنده تلاش کرده‌است با استفاده از اسناد تاریخی و تحقیقات باستان‌شناسی تفسیری جدید ارایه دهد.

### استفاده از تحقیقات باستان‌شناسی
باستان‌شناسی یعنی دانش شناخت فرهنگ‌های ادوار گذشته انسان، بر اساس مطالعه اشیا و آثار دیرین و جز آن. وظیفه باستان‌شناسی، دستیابی به مدارک نخستین است برای استفاده باستان شناسان دیگر، مورخان و تمامی کسانی که علاقه‌مند به شناخت گذشته هستند. دریابادی نیز در پاسخ به بسیاری از شبهات از دست‌آوردهای دانش باستان‌شناسی (Archaedlogy and Excavatoin) بهره برده‌است. چنانچه در تفسیر آیه (فانفجرت منه اثنتا عشرة عینا) نوشته‌است: عده ای از نادانان مسیحی بر تعداد چشمه‌ها اعتراض کردند که این تعداد در کتاب مقدس وجود ندارد. قرآن این را از کجا درآورده است؟ دریابادی می‌نویسد: پاسخ آن را خود مسیحیان داده‌اند، جرج سیل قدیمی‌ترین مترجم انگلیسی قرآن در حاشیه این آیه نوشته‌است: «سیاحی مسیحی که از بازدید این منطقه برگشته بود تعریف کرد: از دوازده محل صخره سنگ آب بیرون می‌آمده یک گردشگر مسیحی دیگر نیز مشاهدات خود را این گونه بیان کرده‌است: «در حال حاضر بیست و چهار سوراخ وجود دارد که به آسانی قابل شمارش اند. دوازده تا در یک سو و در مقابل آن دوازده تای دیگر». کشیش مسیحی دین استنلی (Dean Stanley) جهت تحقیق جغرافیایی مکانهایی که در انجیل ذکر شده‌است راهی فلسطین می‌شود و از آن مکانها شخصاً دیدن می‌کند. سپس پژوهش‌ها و دیده‌های خود را در کتابی به نام (Siena and Palestine) منتشر می‌کند. چنان‌که دربارهٔ همین صخره سنگ نوشته‌است: «بلندای این صخره بین ده تا پانزده فوت و از قسمت جلو کمی خمیده‌است. در چندین جا به صورت درازا دارای شکاف است. بعضی بزرگ و بعضی دیگر کوچک اند؛ و برخی از شکاف‌ها محو شده‌اند که از نظر تعداد ده بیست شکاف می‌باشند.» برای نخستین بار، این قرآن بود که به صورت قطعی برای دوازده قبیله بنی اسرائیل، دوازده چشمه را برشمرد که به همین شکاف‌ها اشاره دارد.

### استفاده از داده‌های آماری
قرآن دربارهٔ یهود می‌گوید: (وضربت علیهم الذلة والمسکنة) (بقره؛ ۶۱) [مهر] ذلت و خواری، فقر و تنگدستی بر آنها خورده‌است. شبهه ای که بر این آیه وارد می‌شود این است که گروهی به عنوان تهی دستان و بی نوایان معرفی شده‌اند که ثروت‌های کلان را در اختیار دارند و سرمایه‌های هنگفت آنها شهرت جهانی دارد. چگونه می‌توان این‌ها را تهیدست و تنگدست دانست؟ دریابادی در پاسخ به این شبهه می‌نویسد: بر پایه داده‌های دایرةالمعارف قوم یهود (Jewish Encyclopedia) که به دست محققین یهودی نوشته شده‌است، سرمایه‌داری یهود آوازه دروغین یافته‌است؛ زیرا دارایی‌های کلان و پرآوازه یهود به سران و شخصیت‌های مشهور یهود محدود است؛ اما قوم یهود و توده مردم یهودی طبق آمار و ارقام همه محققان، جزو تهیدست‌ترین اقوام و جهان به‌شمار می‌آیند. یهودیانی که در کشورهای اروپایی زندگی می‌کنند نیز جزو فقیرترین افراد و اقوام آن کشور به حساب می‌آیند. هر کشوری که یهودیان بیشتری داشته باشد آمار فقیرانش نسبت به دیگر کشورها بیشتر است.

### استفاده از استاد تاریخی
یکی از منابع تاریخی که شاید تا حدودی بکر و دست نخورده باقی مانده‌است و هنوز هم می‌توان به صورت یک منبع مستقل از آن استفاده نمود، اسناد تاریخی است. دریابادی نیز با مراجعه به استاد کهن به بسیاری از اعتراضات پاسخ گفته‌است. باورهایی را که قرآن به مسیحیان نسبت داده، مورد نکوهش قرار می‌دهد. برخی از آنان منکر شده‌اند، می‌گویند: این نسبت‌ها نادرست است. کسی از مسیحیان بدان باوردار نیست. به عنوان نمونه قرآن می‌گوید: وقالوا اتخذ الله ولدا سبحانه، و (نصارا) گفتند: خداوند فرزند گرفته‌است (بقره، ۱۱۹)، در حالی که جهان مسیحیت چنین چیزی را نمی‌گوید.
دریابادی در پاسخ می‌نویسد: «با بررسی اسناد تاریخی معلوم می‌شود که در گذشته فرقه ای بزرگ به نام [Aboptionist] در مسیحیت وجود داشته‌است، عقیده بنیادین آنها «تبنیت یا اتحادیت» (Aboptionism) بوده‌است. خلاصه عقایدشان این است که مسیح زاییده خدا نیست بلکه انسانی بود که «اقنوم اول» یعنی خداوند اعظم و برتر، او را فرزند مبنای خود قرار داده و شریک الوهیت خویش گردانیده‌است. اکنون او در تمام صفات الهی همانند الوهیت و مالکیت شریک و سهیم است، مدارک دال بر این عقیده در تاریخ ۱۸۵ میلادی وجود دارد. در قرن هشتم پاپ دوم این عقیده را الحاد و زندقه دانست. در قرآن کریم صریحاً به این شاخه مسیحیت اشاره شده‌است؛ آن در بحث معجزات حضرت عیسی، قرآن می‌فرماید: او با گل چیزی مانند پرنده ساخته در آ می‌دمید به فرمان خدا جان می‌گرفت و پرنده می‌شد (أخلق لکم من الطین کهیئة الطیر فأنفخ فیه فیکون طیرا بإذن الله) (آل عمران: ۴۹) ایرادی که بسیاری از غیر مسلمانان بر این آیه گرفته‌اند، این است که در اناجیل چهارگانه مورد استناد کلیسای کاتولیک و پروتستان ذکری از این معجزه نیست ماجدی می‌نویسد: درست است که این معجزه در اناجیل اربعه ذکر نشده‌است؛ اما در انجیل مورد استناد کلیسای قبط ذکر شده‌است. Budge در صفحه ۲۹ از مقدمه کتابش(Legends of Our Lady Mary) آن را نقل کرده‌است: او حیواناتی به شکل پرندگان که می‌توانستند بپرند می‌ساخت.

## مطالعه تطبیقی بین قرآن و صحف سابق
یکی از امتیازات تفسیر ماجدی آن است که نویسنده آن به بررسی تطبیقی میان قرآن و صحف سابقه مخصوصاً تورات و انجیل پرداخته‌است. در طی این مقایسه محفوظ ماندن قرآن را اثبات کرده و از تحریفات و افزوده‌های تورات و انجیل پرده برداشته است. دربارهٔ ذات و صفات الهی، بیانات خلاف واقعیت موجود در تورات و انجیل را رونما ساخته‌است. در تفسیر آیه ۵۰ سوره انعام می‌نویسد: مسیحیت حضرت عیسی را هم پایه خدا می‌انگارند، در انجیل یوحنا این عبارات دیده می‌شود: پدر نسبت به پسر محبت دارد و همه چیز را به دست وی سپرده‌است .(۳: ۳۵) من و پدر یکی هستیم، (۳۰/۱۰) هر آنچه مال پدر است مال من است. (۱۶/۱۵) ولی قرآن می‌گوید: قل لا أقول لکم عندی خزائن الله ولا أعلم الغیب ولا أقول لکم إلی ملک إن أتبع إلا ما یوحی إلی. این آیه به پیامبر دستور می‌دهد تا به صراحت اعلام دارد که خود را همتای خدا و منزه از لوازم بشری نمی‌داند. او عبد و برده ایست که جز اتباع وحی و پذیرفتن فرمان مولایش، اختیاری ندارد. چه جایی که همتای مولای خود بوده، مختار کل باشد دربارهٔ لباس حضرت آدم و حوا می‌نویسد: قرآن به صراحت می‌گوید: (ما ووری عنهما من سواتهما) (اعراف، ۲۰) جسم آن دو پوششی از نور داشت و قسمت شرمگاه از نگاه خودشان نیز پنهان بود؛ اما در انجیل نوشته شده‌است: آدم و همسرش لخت و عریان بودند. شرعی هم نداشتند.
ذیل مناجات حضرت آدم در آیه ۲۳ سوره اعراف نوشته‌است که حضرت آدم با وجود مقام نبوت چگونه خاشعانه به درگاه خدا زاری می‌کند و به کلیه فرزندان خویش آداب بندگی می‌آموزد؛ اما اثری از این مناجات در انجیل دیده نمی‌شود. در آیه ۳۸ سوره ق خداوند متعال می‌فرماید: (ولقد خلقنا السماوات والأرض وما بینهما فی ستة أیام وما مسنا من لغوب؛ ما آسمانها و زمین و هرچه در میان آنهاست در شش روز آفریدیم؛ و درهای خستگی به ما دست نداد). این آیه نیز مایه شگفتی است که خداوندی که توانمند و عزیز است، قادر و قاهر است، چرا گفته‌است که بر اثر ساخت آسمانها و زمین دچار خستگی نشده‌است؟! دریابادی می‌نویسد: این واژه زمانی ارزش پیدا می‌کند که کسی از این مطلب موجود در انجیل کنونی آگاهی باید که خدا در ظرف شش روز زمین و آسمان را آفرید و روز هفتم به استراحت پرداخت؛ و در ترجمه انگلیسی آن، این الفاظ وجود دارد: (and he rested on seventh day 2: 2 .from all his work which he had made Gen) با آگاهی از این مطالب انجیل، معنای درست آیه و هدف اصلی آن روشن می‌گردد قرآن دربارهٔ پیامبر خدا حضرت سلیمان می‌فرماید: (وما کفر سلیمان ولکن الشیاطین کفروا) با خواندن این آیه یک فرد بی اطلاع تعجب می‌کند که چه نیازی بود، در مورد یک پیامبر بزرگ الهی گفته شود او کفر نورزیده‌است؛ اما هنگامی که انجیل موجود بررسی می‌گردد و به روایاتی که میان یهودیان دربارهٔ این پیامبر بزرگ مشهور است، مراجعه می‌گردد، ملاحظه می‌شود که صریحاً به این پیامبر تهمت شرک، وثنیت و سحر آموزی رده اند. به عنوان نمونه در کتاب مقدس این عبارات به چشم می‌خورد: … همسرانش قلب او را از خداوند بازگرداندند. هنگامی که سلیمان پیر شد، ایشان او را به سوی ستایش خدایان بیگانه کشاندند. او به خداوند خدای خود مانند پدرش داوود وفادار نبود سلیمان عشورت، خدای صدونیان و ملکوم خدای منفور عمونیان را ستایش می‌کرده.

## نقل عبارات عربی
در صورت استفاده از منابع اسلامی، به هنگام مستندسازی نوشتار تنها به اسم کتاب با نویسنده بسنده نکرده‌است، بلکه پس از استخراج و بیان نکته، عین عبارت عربی آن را نیز نقل کرده‌است تا خواننده بداند که این نکته را از کجا و چگونه استنباط کرده‌است و کار برای اهل تحقیق نیز آسان‌تر شود.

## دوری از تفسیر به رای
تفسیر به رای یعنی تفسیر قرآن بر خلاف موازین علم لغت و ادبیات عرب و فهم اهل زبان و تطبیق دادن آن بر پندارها و خیالات باطل و تمایلات شخصی و گروهی و «رأی به معنی عقیده ای است که ظن و گمان در آن غلبه دارد». ویژگی بسیار مهم تفسیر ماجدی دوری و گریز از تفسیر به رأی است. با وجود مهارت کامل و تسلط نام بر زبان عربی هرگز خود را عقل کل ندانسته، بر خلاف سایر مفسران به راه نفرد نرفته‌است.